# Resolució 342 del Consell de Seguretat de les Nacions Unides
La Resolució 342 del Consell de Seguretat de les Nacions Unides, va ser aprovada per unanimitat l'11 de desembre de 1973, observant amb agraïment un informe del Secretari General de les Nacions Unides, el Consell va decidir suspendre nous esforços sobre la base de la resolució 309 i va demanar al Secretari General que els mantingués informats de qualsevol novetat relacionada amb la qüestió de Namíbia.